# ااکلی (اکلاهما)
ااکلی(به انگلیسی: Eakly) شهری در ایالت اکلاهما کشور ایالات متحده آمریکا است که جمعیت آن در سرشماری سال ۲۰۱۰ میلادی، ۳۳۸ نفر بوده‌است.